# Morphologische Kategorie
Mit dem Begriff morphologische Kategorie werden all die grammatischen Kategorien bezeichnet, die morphologisch ausgedrückt werden, also durch Morpheme, und nicht durch andere grammatische Mittel. Im Deutschen handelt es sich dabei vor allem um die Flexionkategorien  Kasus, Genus, Numerus, Person, Tempus, Modus. Aber auch die Steigerung (Komparation) mit ihren Stufen Positiv, Komparativ und Superlativ gehört für die meisten Autoren dazu. Hinzu kommen Ableitungs-/ Derivationskategorien wie Diminutiv.
Es gibt grammatische Kategorien, die in einer Sprache morphologisch, in einer anderen aber mit anderen Mitteln ausgedrückt werden. Dazu gehört das sog. genus verbi, also der Gegensatz von Aktiv und Passiv, der z. B. im Lateinischen durch Flexion der Verben ausgedrückt wird, im Deutschen aber eine syntaktische Konstruktion von Hilfsverb + Partizip erfordert; genus verbi ist also im Deutschen zwar eine grammatische, aber keine morphologische Kategorie.